# Cantone di Auros
Il Cantone di Auros era una divisione amministrativa dell'arrondissement di Langon.
A seguito della riforma approvata con decreto del 20 febbraio 2014, che ha avuto attuazione dopo le elezioni dipartimentali del 2015, è stato soppresso.

## Composizione
Comprendeva i comuni di:
- Aillas
- Auros
- Barie
- Bassanne
- Berthez
- Brannens
- Brouqueyran
- Castillon-de-Castets
- Coimères
- Lados
- Pondaurat
- Puybarban
- Savignac
- Sigalens